# Kresy24.pl
Kresy24.pl – portal informacyjny działający od 2006 r., prowadzony przez organizację pozarządową „Fundacja Wolność i Demokracja”. Pełna nazwa serwisu brzmi: „Kresy24.pl – Wschodnia Gazeta Codzienna”. Publikuje wiadomości z Białorusi, Litwy, Ukrainy, Rosji, Azji i Zakaukazia. Twórcą i pierwszym redaktorem naczelnym był Marek Bućko, a w lipcu 2016 r. redaktorem naczelnym został Dominik Szczęsny-Kostanecki. Serwis był notowany w rankingu Alexa na miejscu 272 386.